# Трегубенков, Кузьма Егорович
Кузьма Егорович Трегубенков (1890—1963) — революционер, советский партийный и хозяйственный деятель.
Родился 15 ноября 1890 г. в рабочем поселке Абаза Минусинского уезда. Работал кузнецом на Абаканском железоделательном заводе. Позже переехал в деревню Быстрая под Минусинском.
Участник первой мировой войны, демобилизован по ранению.
С ноября 1917 г. председатель Минусинского объединенного Совета и ревкома, в мае 1918 г. вступил в РКП(б).
Арестован 24 июня 1918 и отправлен в Красноярскую тюрьму, затем на Дальний Восток, освобожден отрядом С. Лазо. Участник Гражданской войны, политкомиссар в Дальневосточной кавалерийской бригаде 5-й армии. Отличился в Волочаевском сражении, награждён орденом Красного Знамени ДВР.
С 1922 г. на партийной работе в Хабаровске, Минске, на Кавказе.
После окончания высших курсов при ЦК ВКП(б) назначен сначала парторгом (1931), а потом директором Сталинградского тракторного завода (1933, в том же году его сменил Илья Иосифович Меламед).
Постановлением ЦИК СССР от 17 мая 1932 г. награждён орденом Ленина.
Делегат 10, 14, 17-го съездов партии.
С 1943 г. работал в Наркомате (Министерстве) тяжелого машиностроения.
Умер в Москве в 1963 г.
В 1967 году горисполкомом города Минусинска было принято решение о переименовании улицы Кооперативной в улицу имени Трегубенкова — первого председателя Минусинского исполкома. Однако почти сразу же наименование улицы было искажено: потерялось в названии «имени», а фамилия была сокращена до Трегубенко.

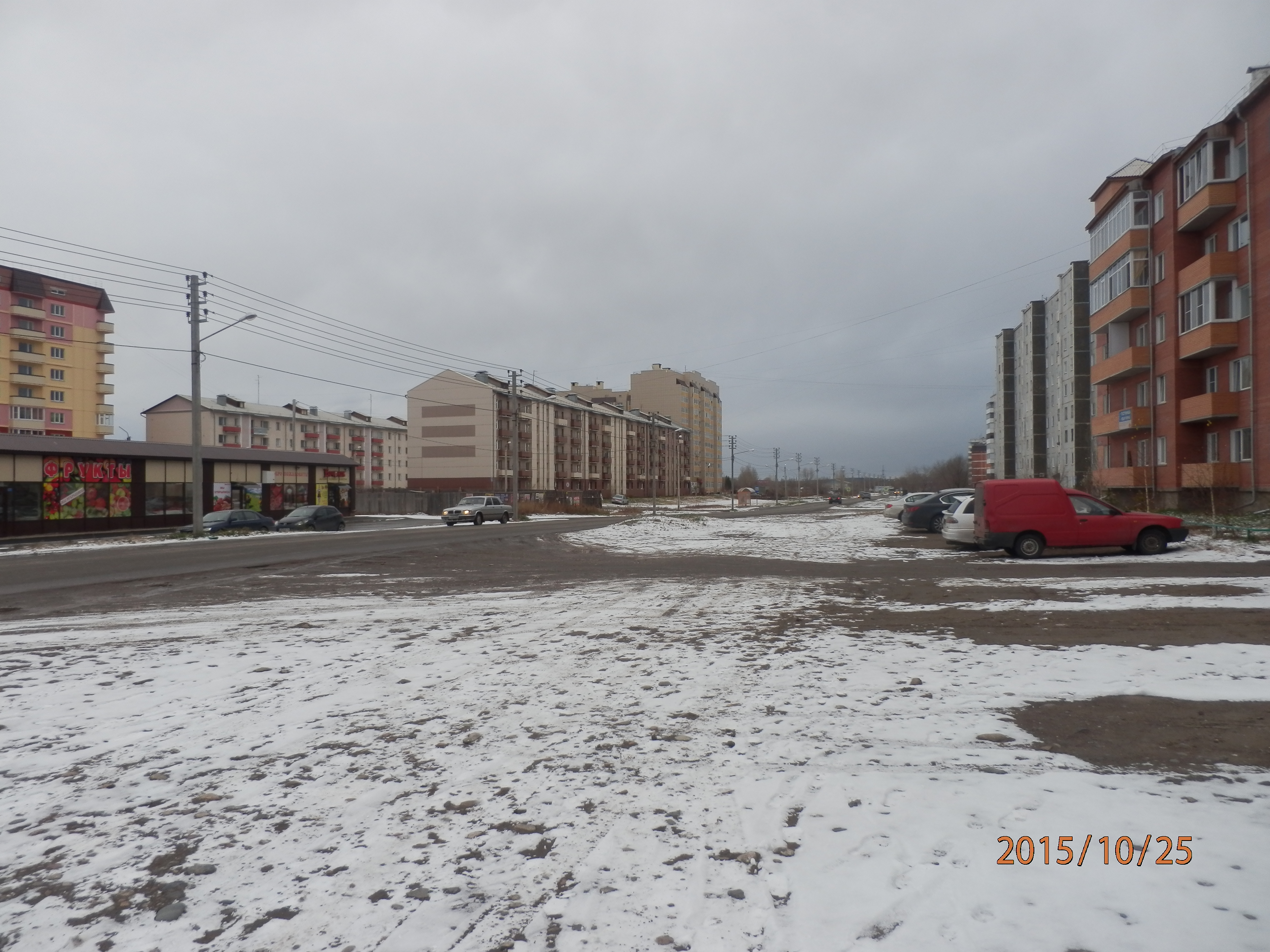
Улица Трегубенко в городе Минусинске